# Reality (EP)
Pour les articles homonymes, voir Reality.
Albums de Infinite
Season 2
(2014) For You
(2015)
Singles
1. Bad
Sortie : 13 juillet 2015

Reality est le cinquième mini-album du boys band sud-coréen Infinite. Il est sorti le 13 juillet 2015 sous Woollim Entertainment.

## Liste des pistes
| 1.    | Betting                                                                 |                                          | Rphabet                   | 1:15 |
| 2.    | Bad                                                                     | Rphabet                                  | Rphabet                   | 3:37 |
| 3.    | Moonlight                                                               | Lee Gi, C-NO                             | Lee Gi, C-NO              | 3:27 |
| 4.    | Footsteps (발걸음; balgeol-eum)                                         | J.Yoon, Hoya, Dongwoo                    | J.Yoon                    | 3:23 |
| 5.    | Between Me and You (마주보며 서 있어 majubomyeo seo iss-eo)             | KZ, Jeon Da Un, CRAZYMIND, Hoya, Dongwoo | KZ, Jeon Da Un, CRAZYMIND | 4:16 |
| 6.    | Love Letter (러브레터 leobeuleteo)                                      | Sweetch                                  | Sweetch                   | 3:34 |
| 7.    | Take care of the Ending (Up to You) (엔딩을 부탁해 ending-eul butaghae) | Seom Eun Ji, Hoya, Dongwoo               | Seom Eun Ji               | 3:13 |
| 22:38 |                                                                         |                                          |                           |      |

## Classement
| Classement               | Meilleure position |
| ------------------------ | ------------------ |
| Gaon Weekly Album Chart  | 1                  |
| Gaon Monthly Album Chart | 3                  |
| Gaon Yearly Album Chart  | 12                 |

## Historique de sortie
| Pays         | Format                       | Date            | Label                                                              |
| ------------ | ---------------------------- | --------------- | ------------------------------------------------------------------ |
| Corée du Sud | CD, téléchargement numérique | 13 juillet 2015 | S.M. Culture and Contents Woollim Entertainment LOEN Entertainment |
| Monde entier | Téléchargement de musique    | 13 juillet 2015 | S.M. Culture and Contents Woollim Entertainment LOEN Entertainment |